# گرته‌برداری
گَرده‌برداری که به گونه‌ای غیراستاندارد با نام گرته‌برداری نیز شناخته می‌شود، نوعی وام‌گیری زبانی است که در آن، صورت ترکیبی یا اصطلاحات زبان دیگری، تجزیه می‌شود و برای هر یک از واژگان آن اصطلاح، یک برابر قرار داده می‌شود و عبارت به زبان وام‌گیرنده ترجمه می‌شود. برای نمونه، «آسمان‌خراش» از واژهٔ انگلیسی "Skyscraper" به‌صورت واژه‌های برسازندهٔ آن («آسمان» "sky" و «خراشنده» "scraper") تجزیه و ساخته شده‌است.
گَرده‌برداری بسیار پنهان‌تر و پیچیده‌تر از وام‌واژه (گرفتن عین واژگان از زبان بیگانه، مانند: کامپیوتر، تلفن، شوفاژ و…) است و کم‌تر مورد توجه ادیبان و حتی زبان‌شناسان قرار گرفته‌است. در گرده‌برداری، برخلاف وام‌واژه‌ها، عین واژه را از زبان بیگانه نمی‌گیرند، بلکه اصطلاح یا عبارت بیگانه‌ای را دریافت کرده و هر واژه از آن اصطلاح را به زبان خودی ترجمه می‌کنند و بدین‌ترتیب، آن عبارت بیگانه را با کاربست واژه‌های خودی از نو می‌سازند. در زبان فارسی، بسیاری از واژه‌ها و اصطلاح‌هایی که به امور و چیزهای جدید و معاصر مربوط هستند و پیش‌تر در زبان فارسی وجود نداشته‌اند، گرده‌برداری از زبان‌های اروپایی (به‌ویژه زبان فرانسوی) هستند؛ مانند: آسمان‌خراش، بادام‌زمینی، راه‌آهن و…
البته گرده‌برداری محدود به واژه‌ها و اصطلاحات نیست، بلکه گسترهٔ پهناورتری را دربرداشته و به ترجمه، معناکردن، جمله‌سازی، شیوهٔ نگارش و نحو نیز کشیده می‌شود. مانند آن‌که در فارسی گفته می‌شود: «فناوری‌های نو می‌رود که چهرهٔ زمین را به‌کلی دگرگون کند.»؛ این نوع نگارش (می‌رود که…) گرده‌برداری نحوی از زبان‌های غربی است، که در این نمونه باید گفته شود: «فناوری‌های نو به زودی…».

## گونه‌های گرده‌برداری
گرده‌برداری چندین گونه دارد که سه گونهٔ آن در زیر آمده است.

### گرده‌برداری از اصطلاح‌ها و ترکیب‌ها
این گونه از گرده‌برداری، ساده‌ترین گونهٔ گرده‌برداری است که در آن عبارت بیگانه با حفظ ترتیب اجزای خود وارد زبان وام‌گیرنده می‌شود و به‌صورت واژه‌به‌واژه ترجمه می‌شود. مانند واژه‌های آسمان‌خراش و سیب‌زمینی در فارسی که از روی گردهٔ زبان‌های فرانسوی یا زبان انگلیسی ساخته شده است. زمانی که «سیب‌زمینی» وارد ایران شد، واژه‌ای برای نامیدن آن وجود نداشت و برای نامیدن آن، اصطلاح فرانسوی «Pomme de terre» را به‌صورت واژه‌های برسازندهٔ آن («سیب» و «زمین») تجزیه کردند و ترکیب «سیب‌زمینی» را به‌جای آن نهادند.

### گرده‌برداری معنایی
در هر زبانی، برخی واژه‌ها چندین معنی دارند که ممکن است در زبانی دیگر چندین واژه برای این معانی وجود داشته باشد؛ برای نمونه، در انگلیسی برای اشاره به سه معنای گوناگون از واژهٔ «date» استفاده می‌شود، حال‌آن‌که در فارسی، هر یک از این معانی، جداگانه و با واژه‌های خرما، تاریخ و قرار توصیف می‌شوند. در نمونه‌ای دیگر، در فارسی «پا» هم به قسمتی از بدن که از لگن تا نوک انگشتان امتداد دارد گفته می‌شود و هم به آن بخش از بدن که کفش آن را می‌پوشاند؛ اما در انگلیسی به توصیف نخست «leg» (از ران تا مچ پا) و به توصیف دوم (پیش‌پا) «foot» گفته می‌شود. هنگامی‌که یک مترجم برای برگردان آن سه واژهٔ گوناگون به انگلیسی از یک واژه (date) استفاده می‌کند، یا هنگامی‌که که مترجمی برای برگردان این دو واژهٔ گوناگون به فارسی، از یک واژه (پا) استفاده می‌کند «گرده‌برداری معنایی» انجام داده‌است. در بسیاری از موارد، برای انتقال مفاهیم از زبانی به زبان دیگر، گریزی از گرده‌برداری معنایی نیست، اگرچه گرده‌برداری معنایی غالباً به روح زبان مقصد آسیب می‌رساند؛ به‌ویژه در مواردی که واژهٔ مناسب دیگری در زبان مقصد وجود داشته باشد.

### گرده‌برداری نحوی
پایهٔ زبان بر نحو است. دو زبان را هنگامی می‌توان متفاوت دانست که نحو آنها متفاوت باشد، حتی اگر واژگانشان مانند یکدیگر باشد (همچون فارسی و اردو)؛ بنابراین اگر در نحو زبان تغییراتی روی دهد، شالودهٔ آن زبان دگرگون می‌شود. نمونه‌ای از تأثیر زبان‌های بیگانه بر نحو فارسی را می‌توان در این جمله که بر گردهٔ زبان‌های کشورهای غربی ساخته شده‌است دید: «تو مرا درک نمی‌کنی»، به‌جای اینکه بگوید: «تو حال/حرف مرا درک نمی‌کنی».